# موج نوی سینمای ایران
موج نوی سینمای ایران به جنبشی در سینمای ایران اشاره دارد که اواخر دههٔ ۳۰ خورشیدی پا گرفت.

## تاریخچه
فیلم‌های گاو از داریوش مهرجویی، قیصر از مسعود کیمیایی و آرامش در حضور دیگران از ناصر تقوایی از نمایندگان اصلی این موج به‌شمار می‌روند؛ اگرچه نشانه‌های آغاز موج‌نوی سینمای ایران پیش‌تر، اوایل دههٔ ۱۳۴۰، با فیلم‌های خانه سیاه است (فروغ فرخ‌زاد) جلد مار (هژیر داریوش)، خشت و آینه (ابراهیم گلستان) و شب قوزی (فرخ غفاری) در واکنش به فیلمفارسی ظهور کرده بود.
سینمای موج نو عمدتاً در دو مسیر اصلی گسترش یافت؛ جبههٔ فیلم‌های شخصی و انتزاعی با آثاری مانند رگبار، چشمه، یک اتفاق ساده، شازده احتجاب، دایره مینا و پستچی و جبههٔ فیلم‌های با سویه‌های پررنگ اجتماعی و تجاری مانند فرار از تله، سه‌قاپ، خداحافظ رفیق، طوقی، رضا موتوری و گوزن‌ها که اغلب تحت تأثیر موفقیت عظیم قیصر ساخته می‌شدند. نسل سینماگران موج نو شناخت عمیق‌تری از هنر سینما داشتند و به‌شدت متأثر از ادبیات معاصر ایران بودند چنان‌که می‌توان شاخصهٔ اصلی سینمای موج نو در ایران را ارتباط عمیقش با ادبیات معاصر دانست.
در بحبوحهٔ ورشکستگی عمومی سینمای ایران طی سال‌های منتهی به انقلاب، «موج نو» که به دلیل افزایش سانسور و در نظر نگرفتن سلیقهٔ تماشاگران از سوی فیلمسازها رو به افول گذارده بود، با به محاق رفتن چند فیلم در آستانهٔ انقلاب از جریان ایستاد اما پس از انقلاب ۱۳۵۷ ایران، در سال ۱۳۶۳ با فیلم دونده (امیر نادری) جریان تازه‌ای آغاز شد که توجه جهان را بار دیگر به سینمای ایران جلب کرد. این موج جدید با حضور سینماگرانی چون عباس کیارستمی، محمدرضا اصلانی، اصغر فرهادی، رخشان بنی اعتماد، مجید مجیدی، جعفر پناهی، بهمن قبادی ،محسن مخملباف و ابوالفضل جلیلی تثبیت شد که جوایز ارزشمندی از جشنواره‌های معتبر جهانی برای سینمای ایران به ارمغان آورد. در امتداد این جریان در سالهای اخیر با سینمای نئورئال ایران مواجه می‌شویم که برجسته‌ترین آثار آن را در آثار فیلمسازانی همچون اصغر فرهادی نظاره‌گر هستیم.

## فیلم‌شناسی

### فیلم‌های شاخص موج نو نسل اول[۱۱]
| سال  | فیلم                           | کارگردان            | نویسنده                                                                                   |
| ---- | ------------------------------ | ------------------- | ----------------------------------------------------------------------------------------- |
| ۱۳۳۷ | جنوب شهر                       | فرخ غفاری           | جلال مقدم                                                                                 |
| ۱۳۴۳ | شب قوزی                        | فرخ غفاری           | جلال مقدم                                                                                 |
| ۱۳۴۳ | خشت و آینه                     | ابراهیم گلستان      | ابراهیم گلستان                                                                            |
| ۱۳۴۸ | گاو                            | داریوش مهرجویی      | داریوش مهرجویی (بر اساس داستان کوتاهی از مجموعه داستان عزاداران بیل نوشتهٔ غلامحسین ساعدی) |
| ۱۳۴۸ | قیصر                           | مسعود کیمیایی       | مسعود کیمیایی                                                                             |
| ۱۳۴۹ | حسن کچل                        | علی حاتمی           | علی حاتمی                                                                                 |
| ۱۳۴۹ | آقای هالو                      | داریوش مهرجویی      | داریوش مهرجویی (بر اساس نمایشنامهٔ هالو نوشتهٔ علی نصیریان)                                 |
| ۱۳۴۹ | پنجره                          | جلال مقدم           | جلال مقدم                                                                                 |
| ۱۳۴۹ | رضا موتوری                     | مسعود کیمیایی       | مسعود کیمیایی                                                                             |
| ۱۳۴۹ | طوقی                           | علی حاتمی           | علی حاتمی                                                                                 |
| ۱۳۵۰ | آدمک                           | خسرو هریتاش         | خسرو هریتاش                                                                               |
| ۱۳۵۰ | فرار از تله                    | جلال مقدم           | جلال مقدم                                                                                 |
| ۱۳۵۰ | درشکه‌چی                        | نصرت کریمی          | نصرت کریمی                                                                                |
| ۱۳۵۰ | سه‌قاپ                          | زکریا هاشمی         | زکریا هاشمی                                                                               |
| ۱۳۵۰ | خداحافظ رفیق                   | امیر نادری          | امیر نادری                                                                                |
| ۱۳۵۰ | داش آکل                        | مسعود کیمیایی       | مسعود کیمیایی (بر اساس داستان کوتاه داش‌آکل نوشتهٔ صادق هدایت)                              |
| ۱۳۵۰ | محلل                           | نصرت کریمی          | نصرت کریمی                                                                                |
| ۱۳۵۱ | آرامش در حضور دیگران           | ناصر تقوایی         | ناصر تقوایی، غلامحسین ساعدی (بر اساس داستان کوتاهی به همین نام نوشتهٔ غلامحسین ساعدی)      |
| ۱۳۵۱ | صبح روز چهارم                  | کامران شیردل        | کامران شیردل و محمدرضا اصلانی                                                             |
| ۱۳۵۱ | رگبار                          | بهرام بیضایی        | بهرام بیضایی                                                                              |
| ۱۳۵۱ | چشمه                           | آربی آوانسیان       | آربی آوانسیان                                                                             |
| ۱۳۵۱ | تپلی                           | رضا میرلوحی         | رضا میرلوحی (بر اساس داستان موش‌ها و آدم‌ها اثر جان استاینبک)                               |
| ۱۳۵۱ | صادق کرده                      | ناصر تقوایی         | ناصر تقوایی                                                                               |
| ۱۳۵۱ | پستچی                          | داریوش مهرجویی      | داریوش مهرجویی (بر اساس نمایشنامهٔ ویتسک اثر گئورگ بوشنر)                                  |
| ۱۳۵۱ | بی‌تا                           | هژیر داریوش         | گلی ترقی                                                                                  |
| ۱۳۵۱ | خواستگار                       | علی حاتمی           | علی حاتمی                                                                                 |
| ۱۳۵۱ | ستارخان                        | علی حاتمی           | علی حاتمی                                                                                 |
| ۱۳۵۱ | بلوچ                           | مسعود کیمیایی       | مسعود کیمیایی                                                                             |
| ۱۳۵۲ | تنگنا                          | امیر نادری          | امیر نادری و محمدرضا اصلانی                                                               |
| ۱۳۵۲ | مغول‌ها                         | پرویز کیمیاوی       | پرویز کیمیاوی                                                                             |
| ۱۳۵۲ | یک اتفاق ساده                  | سهراب شهید ثالث     | سهراب شهید ثالث                                                                           |
| ۱۳۵۲ | خورشید در مرداب                | محمد صفار (م. صفار) | محمد صفار (م. صفار)                                                                       |
| ۱۳۵۲ | هشتمین روز هفته                | حسین رجاییان        | حسین رجاییان، مهرداد کاشانی                                                               |
| ۱۳۵۲ | تنگسیر                         | امیر نادری          | امیر نادری (بر اساس داستان تنگسیر نوشتهٔ صادق چوبک)                                        |
| ۱۳۵۵ | غزل                            | مسعود کیمیایی       | مسعود کیمیایی (بر اساس داستان کوتاه مزاحم اثر خورخه لوئیس بورخس)                          |
| ۱۳۵۲ | سازدهنی                        | امیر نادری          | امیر نادری                                                                                |
| ۱۳۵۲ | خاک                            | مسعود کیمیایی       | مسعود کیمیایی (بر اساس داستان آوسنهٔ باباسبحان نوشتهٔ محمود دولت‌آبادی)                      |
| ۱۳۵۲ | نفرین                          | ناصر تقوایی         | ناصر تقوایی (بر اساس داستان باتلاق اثر میکا والتاری)                                      |
| ۱۳۵۲ | قیامت عشق                      | هوشنگ حسامی         | هوشنگ حسامی                                                                               |
| ۱۳۵۳ | شازده احتجاب                   | بهمن فرمان آرا      | بهمن فرمان آرا (بر اساس داستان شازده احتجاب نوشتهٔ هوشنگ گلشیری)                           |
| ۱۳۵۳ | گوزن‌ها                         | مسعود کیمیایی       | مسعود کیمیایی                                                                             |
| ۱۳۵۳ | مسلخ                           | هادی صابر           | هادی صابر                                                                                 |
| ۱۳۵۳ | غریبه و مه                     | بهرام بیضایی        | بهرام بیضایی                                                                              |
| ۱۳۵۳ | زیر پوست شب                    | فریدون گله          | فریدون گله، جهانگیر صالحی                                                                 |
| ۱۳۵۳ | مسافر                          | عباس کیارستمی       | عباس کیارستمی (بر اساس نوشتهٔ حسن رفیعی)                                                   |
| ۱۳۵۳ | اسرار گنج دره جنی              | ابراهیم گلستان      | ابراهیم گلستان                                                                            |
| ۱۳۵۴ | طبیعت بی‌جان                    | سهراب شهید ثالث     | سهراب شهید ثالث                                                                           |
| ۱۳۵۴ | کندو                           | فریدون گله          | فریدون گله                                                                                |
| ۱۳۵۴ | بوف کور                        | کیومرث درم بخش      | بر اساس داستان بوف کور نوشتهٔ صادق هدایت                                                   |
| ۱۳۵۵ | باغ سنگی                       | پرویز کیمیاوی       | پرویز کیمیاوی                                                                             |
| ۱۳۵۵ | شطرنج باد                      | محمدرضا اصلانی      | محمدرضا اصلانی                                                                            |
| ۱۳۵۵ | برهنه تا ظهر با سرعت           | خسرو هریتاش         | خسرو هریتاش                                                                               |
| ۱۳۵۵ | ملکوت                          | خسرو هریتاش         | خسرو هریتاش (بر اساس داستان ملکوت نوشتهٔ بهرام صادقی)                                      |
| ۱۳۵۵ | سرایدار                        | خسرو هریتاش         | خسرو هریتاش (بر اساس داستان چاپ نشدهٔ کمدی حیوانی نوشتهٔ حسنعلی شریفی مهر)                  |
| ۱۳۵۵ | شام آخر                        | شهیار قنبری         | شهیار قنبری                                                                               |
| ۱۳۵۵ | پسر ایران از مادرش بی‌اطلاع است | فریدون رهنما        | فریدون رهنما                                                                              |
| ۱۳۵۶ | سوته‌دلان                       | علی حاتمی           | علی حاتمی                                                                                 |
| ۱۳۵۶ | گزارش                          | عباس کیارستمی       | عباس کیارستمی                                                                             |
| ۱۳۵۶ | کلاغ                           | بهرام بیضایی        | بهرام بیضایی                                                                              |
| ۱۳۵۶ | این گروه محکومین               | هادی صابر           | هادی صابر                                                                                 |
| ۱۳۵۶ | طوطی                           | زکریا هاشمی         | زکریا هاشمی (بر اساس داستان طوطی نوشتهٔ زکریا هاشمی)                                       |
| ۱۳۵۶ | مرثیه                          | امیر نادری          | امیر نادری                                                                                |
| ۱۳۵۷ | سایه‌های بلند باد               | بهمن فرمان‌آرا       | بهمن فرمان‌آرا (بر اساس داستان کوتاه معصوم اول نوشتهٔ هوشنگ گلشیری)                         |
| ۱۳۵۷ | دایره مینا                     | داریوش مهرجویی      | داریوش مهرجویی (بر اساس داستان کوتاه آشغالدونی نوشتهٔ غلامحسین ساعدی)                      |
| ۱۳۵۷ | اوکی مستر                      | پرویز کیمیاوی       | پرویز کیمیاوی                                                                             |
| ۱۳۵۷ | بن‌بست                          | پرویز صیاد          | پرویز صیاد (بر اساس داستان کوتاه از دفترچه خاطرات یک دوشیزه اثر آنتون چخوف)               |
| ۱۳۵۷ | مریم و مانی                    | شهرزاد (کبری سعیدی) | شهرزاد (کبری سعیدی)                                                                       |
| ۱۳۵۷ | چریکه تارا                     | بهرام بیضایی        | بهرام بیضایی                                                                              |

### فیلم‌های شاخص موج نو نسل دوم
| سال  | فیلم                  | کارگردان         | نویسنده                        |
| ---- | --------------------- | ---------------- | ------------------------------ |
| ۱۳۶۳ | دونده                 | امیر نادری       | امیر نادری و بهروز غریب‌پور     |
| ۱۳۶۵ | ناخدا خورشید          | ناصر تقوایی      | ناصر تقوایی                    |
| ۱۳۶۸ | کلوزآپ                | عباس کیارستمی    | عباس کیارستمی                  |
| ۱۳۷۴ | گبه                   | محسن مخملباف     | محسن مخملباف                   |
| ۱۳۷۵ | بچه‌های آسمان          | مجید مجیدی       | مجید مجیدی                     |
| ۱۳۷۶ | طعم گیلاس             | عباس کیارستمی    | عباس کیارستمی                  |
| ۱۳۷۸ | زمانی برای مستی اسب‌ها | بهمن قبادی       | بهمن قبادی                     |
| ۱۳۷۹ | زیر پوست شهر          | رخشان بنی اعتماد | رخشان بنی اعتماد و فرید مصطفوی |
| ۱۳۸۱ | طلای سرخ              | جعفر پناهی       | عباس کیارستمی                  |
| ۱۳۸۱ | نفس عمیق              | پرویز شهبازی     | پرویز شهبازی                   |
| ۱۳۸۲ | بوتیک                 | حمید نعمت الله   | حمید نعمت الله                 |
| ۱۳۸۶ | بی پولی               | حمید نعمت الله   | حمید نعمت الله و هادی مقدم‌دوست |
| ۱۳۸۷ | عیار ۱۴               | پرویز شهبازی     | پرویز شهبازی                   |
| ۱۳۸۷ | درباره الی            | اصغر فرهادی      | اصغر فرهادی                    |
| ۱۳۸۹ | جدایی نادر از سیمین   | اصغر فرهادی      | اصغر فرهادی                    |
| ۱۳۸۹ | یه حبه قند            | رضا میرکریمی     | محمدرضا گوهری                  |
| ۱۳۹۱ | دربند                 | پرویز شهبازی     | پرویز شهبازی                   |
| ۱۳۹۴ | فروشنده               | اصغر فرهادی      | اصغر فرهادی                    |
| ۱۳۹۴ | ابد و یک روز          | سعید روستایی     | سعید روستایی                   |
| ۱۳۹۵ | شعله ور               | حمید نعمت الله   | حمید نعمت الله و هادی مقدم‌دوست |
| ۱۳۹۷ | متری شیش و نیم        | سعید روستایی     | سعید روستایی                   |
| ۱۴۰۰ | برادران لیلا          | سعید روستایی     | سعید روستایی                   |